# Alto del Cordal
El Alto del Cordal (Altu la Segá en asturiano) es un puerto de montaña de Asturias, situado dentro de la cordillera Cantábrica, en España.

## Ciclismo
El Cordal es famoso por ser utilizado como puerto de paso en la Vuelta a España, siendo el acompañante habitual del Angliru. El puerto cuenta con dos vertientes principales, desde Riosa y desde Pola de Lena, siendo la primera vertiente más larga, con 7.9 km, pero con una pendiente media inferior a la vertiente de Pola de Lena, ya que en el primero la pendiente media es del 6.05% y la de la segunda vertiente es de 9.18%, aunque con una longitud de sólo 5.5 km.
En la Vuelta a España 2021 sirvió como antesala a la ascensión del Gamoniteiro, puerto inédito, hasta este año, en la Vuelta a España.

### Vuelta a España
El Cordal fue ascendido por primera vez en la Vuelta a España 1999, donde fue el penúltimo puerto de la etapa, antes de subir el Angliru, que se incluyó por primera vez en la vuelta, en una etapa que ganó El Chava Jiménez, mientras que Abraham Olano lograba el liderato en la clasificación general. El primer ciclista en pasar por la cumbre del Cordal fue el moldavo Ruslan Ivanov.
Una vez asentado el Angliru como puerto de importancia en la Vuelta, subiéndose cada pocos años, el Cordal también ganó en importancia, subiéndose de nuevo ambos en la Vuelta a España 2000, donde Gilberto Simoni pasó como primero el Alto del Cordal, siendo primero también en el Angliru, logrando la 15.ª etapa de la Vuelta de aquel año.
En total, el Cordal ha sido subido nueve veces en la Vuelta, todas ellas como puerto de paso:
| Año  | Etapa | Salida                     | Llegada                        | Km    | Primero en la cima | Ganador de etapa   | Líder de la carrera |
| ---- | ----- | -------------------------- | ------------------------------ | ----- | ------------------ | ------------------ | ------------------- |
| 1999 | 9     | León                       | Angliru                        | 175.6 | Ruslan Ivanov      | Chava Jiménez      | Abraham Olano       |
| 2000 | 15    | Oviedo                     | Angliru                        | 168   | Gilberto Simoni    | Gilberto Simoni    | Roberto Heras       |
| 2002 | 15    | Gijón                      | Angliru                        | 176.7 | Óscar Pereiro      | Roberto Heras      | Roberto Heras       |
| 2008 | 13    | San Vicente de la Barquera | Angliru                        | 209.5 | Christophe Kern    | Alberto Contador   | Alberto Contador    |
| 2011 | 15    | Avilés                     | Angliru                        | 142.2 | David Moncoutié    | Juan José Cobo     | Juan José Cobo      |
| 2013 | 20    | Avilés                     | Angliru                        | 142.2 | Paolo Tiralongo    | Kenny Elissonde    | Chris Horner        |
| 2014 | 16    | San Martín del Rey Aurelio | La Farrapona                   | 160.5 | Luis León Sánchez  | Alberto Contador   | Alberto Contador    |
| 2015 | 16    | Luarca                     | Santuario de la Virgen de Alba | 185   | Omar Fraile        | Frank Schleck      | Joaquim Rodríguez   |
| 2017 | 20    | Corvera de Asturias        | Angliru                        | 117.5 | Marc Soler         | Alberto Contador   | Chris Froome        |
| 2020 | 12    | Pola de Laviana            | Angliru                        | 109.4 | Guillaume Martin   | Hugh Carthy        | Richard Carapaz     |
| 2021 | 18    | Salas                      | Alto del Gamoniteiro           | 162.6 | Michael Storer     | Miguel Ángel López | Primož Roglič       |
| 2023 | 17    | Ribadesella                | Angliru                        | 124.4 | Remco Evenepoel    | Primož Roglič      | Sepp Kuss           |